# Sparklehorse-diszkográfia
A Sparklehorse amerikai indie rock együttesnek öt stúdióalbuma, három közép-, kettő válogatás- és tizenöt kislemeze jelent meg, emellett tizenhárom lemezkiadói összeállítás-lemezen is szerepel, valamint a Cracker együttes két dalában is közreműködik.

## Diszkográfia

### Stúdióalbumok
| Cím                                               | Részletek |
| ------------------------------------------------- | --- |
| Vivadixiesubmarinetransmissionplot                | - Megjelent: 1995. augusztus - Kiadó: Capitol Records                                                                                   |
| Good Morning Spider                               | - Megjelent: 1998. július 20. - Kiadó: Capitol Records                                                                                  |
| It’s a Wonderful Life                             | - Megjelent: - 2001. július 11. (UK) - 2001. augusztus 28. (US) - Kiadó: Capitol Records/EMI                                            |
| Dreamt for Light Years in the Belly of a Mountain | - Megjelent: 2006. augusztus 25. - Kiadó: Astralwerks                                                                                   |
| Dark Night of the Soul                            | - Megjelent: 2010. július 12. - Kiadó: Capitol Records/Parlophone - Danger Mouse-szal közösen - A dalokban más előadók is közreműködnek |

### Középlemezek
| Cím                | Részletek |
| ------------------ | --- |
| Chords I’ve Known  | - Megjelent: 1996. április - Kiadó: Capitol Records - Formátum: CD                                              |
| Distorted Ghost    | - Megjelent: 2000. február 1. - Kiadó: Capitol Records - Formátum: CD - B-oldalas dalok és élő felvételek       |
| In the Fishtank 15 | - Megjelent: 2009. szeptember 15. - Kiadó: Konkurrent - Fennesz-szel közösen - Az In the Fishtank sorozat része |

### Kislemezek
| Cím | Részletek                                                                       |
| --- | ------------------------------------------------------------------------------- |
| Spirit Ditch / Waiting for Nothing                                                                              | - Megjelent: 1995 - Formátum: 7˝                                                |
| Hammering the Cramps / Too Late                                                                                 | - Megjelent: 1995 - Formátum: 7˝                                                |
| Someday I Will Treat You Good / Rainmaker                                                                       | - Megjelent: 1996. február - Formátum: 7˝ - Modern Rock Tracks 36. hely         |
| Someday I Will Treat You Good / London / In the Dry                                                             | - Megjelent: 1996. február - Formátum: CD, 7˝                                   |
| Hammering the Cramps / Spirit Ditch / Dead Opera Star / Midget In A Junkyard                                    | - Megjelent: 1996. április - Formátum: CD, 7˝                                   |
| Rainmaker / I Almost Lost My Mind / Intermission / Homecoming Queen (élő) / Gasoline Horseys (élő)              | - Megjelent: 1996. augusztus - Formátum: 2×CD, 7˝ - Brit kislemezlista 61. hely |
| Come On In / Blind Rabbit Choir                                                                                 | - Megjelent: 1998. február - Formátum: 7˝                                       |
| Maria’s Little Elbows / Painbirds / Wish You Were Here (Pink Floyd-feldolgozás Thom Yorke-kal) / Haint          | - Megjelent: 1998. július - Formátum: CD                                        |
| Sick of Goodbyes / Good Morning Spider (BBC Radio 1 Evening Session)                                            | - Megjelent: 1998. október - Formátum: 7˝ - Brit kislemezlista 57. hely         |
| Sick of Goodbyes / Happy Places / Happy Pig (BBC Radio 1 Evening Session) / Shot a Dog / Gasoline Horseys (élő) | - Megjelent: 1998. október - Formátum: 2×CD - Brit kislemezlista 57. hely       |
| Gold Day / Heloise / Devil’s New / Maxine                                                                       | - Megjelent: 2001. július - Formátum: CD                                        |
| Dont’t Take My Sunshine Away / Ghost in the Sky / Knives of Summertime                                          | - Megjelent: 2006. szeptember 4. - Formátum: CD                                 |
| Dont’t Take My Sunshine Away / Galveston (Jimmy Webb/Glen Campbell-feldolgozás)                                 | - Megjelent: 2006. szeptember 4. - Formátum: 7˝                                 |
| Ghost in the Sky / Marigold                                                                                     | - Megjelent: 2006. szeptember 11. - Formátum: 7˝                                |
| Knives of Summertime / Caroline                                                                                 | - Megjelent: 2006. szeptember 18. - Formátum: 7˝                                |

### Válogatásalbumok
| Cím                       | Részletek                                                               |
| ------------------------- | ----------------------------------------------------------------------- |
| Chest Full of Dying Hawks | - Megjelent: 2001 - Kiadó: Capitol Records - 1995 és 2001 közötti dalok |
| Stained Glass Tears       | - Megjelent: 2006 - Kiadó: Capitol Records - 1995 és 2006 közötti dalok |

### Lemezkiadói összeállítások
| Dal                                                        | Album                                                    | Év   |
| ---------------------------------------------------------- | -------------------------------------------------------- | ---- |
| Heart of Darkness                                          | Dear Charlottesville                                     | 1995 |
| Heart of Darkness                                          | Cowpunks                                                 | 1996 |
| Sad & Beautiful World                                      | Boys Soundtrack                                          | 1996 |
| West of Rome (Vic Chesnutt-feldolgozás)                    | Sweet Relief II: Gravity of the Situation                | 1996 |
| Hammering the Cramps                                       | Chicago Cab Soundtrack                                   | 1996 |
| Sad & Beautiful World                                      | Dreamworld: Essential Late Night Listening               | 2000 |
| Galveston (Jimmy Webb/Glen Campbell-feldolgozás)           | New Sounds Of The Old West Volume Three                  | 2001 |
| Shade and Honey                                            | Devil In The Woods Magazine 3.3                          | 2001 |
| It’s a Wonderful Life                                      | Laurel Canyon (filmzene)                                 | 2003 |
| Go (Daniel Johnston-feldolgozás a The Flaming Lipsszel)    | The Late Great Daniel Johnston: Discovered Covered       | 2004 |
| Wish You Were Here (Pink Floyd-feldolgozás Thom Yorke-kal) | Lords of Dogtown: Music from the Motion Picture          | 2005 |
| Dark as a Dungeon (Merle Travis/Johnny Cash-feldolgozás)   | Cash Covered (a MOJO Magazine Johnny Cash-tributelemeze) | 2006 |
| Jack’s Obsession (Danny Elfman-feldolgozás)                | Nightmare Revisited                                      | 2008 |

### Vendégszereplések
| Együttes | Dal                    | Album       | Év   |
| -------- | ---------------------- | ----------- | ---- |
| Cracker  | Eyes of Mary           | Garage d’Or | 2000 |
| Cracker  | Rainy Days and Mondays | Garage d’Or | 2000 |